# Mariana Avitia
Mariana Avitia Martínez (Monterrey, 18 settembre 1993) è un'arciera messicana, bronzo olimpico individuale ai Giochi di Londra 2012.
Oltre alla medaglia olimpica, ha vinto medaglie anche ai Campionati mondiali di tiro con l'arco 2017 e ai Giochi panamericani del 2011 e del 2019.

## Carriera sportiva
Mariana Avitia ha iniziato a tirare con l'arco per la prima volta all'età di sette anni, partecipando ai primi tornei pochi mesi dopo. A tredici anni ha preso parte ai Giochi panamericani del 2007 a Rio de Janeiro, classificandosi decima assoluta.

### Olimpiadi 2008
All'età di 14 anni ha preso parte alle Olimpiadi di Pechino del 2008 quale membro più giovane della squadra olimpica messicana. Ha concluso il girone iniziale di classificazione a 72 frecce dell'individuale femminile con un totale di 641 punti - cinque in meno della compagna di squadra Aída Román - piazzandosi al ventesimo posto per gli ottavi di finale del torneo. Ha poi iniziato la fase degli incontri diretti battendo in progressione la sudcoreana Son Hye-yong, la polacca Małgorzata Cwienczek e la ben più quotata georgiana Khatuna Narimanidze. Con la sconfitta di Román al terzo turno contro la nordcoreana Kwon Un-sil, Avitia è passata ai quarti di finale come unica messicana rimasta nella competizione femminile. Di fronte a Kwon nella partita dei quarti di finale, che si è svolta sotto la pioggia, Avitia ha perso la gara delle dodici frecce per 105 punti a 99.

### Olimpiadi giovanili 2010
Nel 2010 ha ha vinto cinque medaglie ai Giochi centramericani e caraibici del 2010. Con la sua partecipazione alle successive Olimpiadi giovanili del 2010 Avitia è diventata l'atleta più giovane del Messico a competere in due giochi olimpici. Ha mancato di poco la medaglia, essendo stata eliminata da Kwak Ye-ji della Corea del Sud in semifinale e perdendo contro la russa Tatiana Segina nella gara per la medaglia di bronzo.
Grazie alle sue prestazioni negli anni precedenti, Avitia era una delle atlete favorite ai Giochi panamericani del 2011. È stata però eliminata al secondo turno della gara individuale, mentre ha vinto la medaglia d'oro a squadre femminile con Aída Román e Alejandra Valencia.

### Olimpiadi 2012
Mariana Avitia è stata selezionata nuovamente per far parte della squadra messicana alle Olimpiadi del 2012, partecipando alla gara individuale e alla gara a squadre femminile insieme ad Aída Román e Alejandra Valencia. Con 659 punti nel ranking round a 72 frecce, Avitia ha guadagnato il decimo posto per la competizione individuale e, insieme alle sue compagne, il quarto posto per la gara a squadre. La sua competizione olimpica non è iniziata bene con il trio eliminato dalla competizione a squadre nei quarti di finale. Tuttavia nella gara individuale ha avuto più successo, vincendo le prime quattro partite - inclusa una vittoria a sorpresa contro la sudcoreana Lee Sung-jin, seconda testa di serie e medaglia d'oro nella gara a squadre - prima di perdere contro Román in semifinale. Nella gara per il terzo e quarto posto Avitia ha affrontato la statunitense Khatuna Lorig. In condizioni difficili, caratterizzate da raffiche di vento imprevedibili, Avitia ha superato la cinque volte olimpionica vincendo la sua prima medaglia olimpica; il suo bronzo e l'argento di Román hanno così rappresentato le prime medaglie olimpiche di tiro con l'arco del Messico. Con queste vittorie il Messico ha ottenuto due medaglie nella stessa disciplina, nelle stesse Olimpiadi, per la prima volta dal 1984 e due medaglie nella stessa disciplina femminile, negli stessi Giochi, per la prima volta in assoluto.

### Pausa
Dopo le Olimpiadi del 2012 e fino alla fine del 2015, Avitia ha deciso di dare priorità ai suoi studi universitari e alla vita privata. Sebbene la sua forma generale non fosse abbastanza costante per essere scelta per competere ai Giochi centramericani e caraibici del 2014 o ai Giochi panamericani del 2015, ha comunque vinto il campionato nazionale messicano nel 2015 superando Aída Román in finale. All'inizio del 2016 non ha avuto successo nel suo tentativo di superare la selezione per le Olimpiadi di Rio 2016 alle prove nazionali.

### Medaglie d'argento a squadre

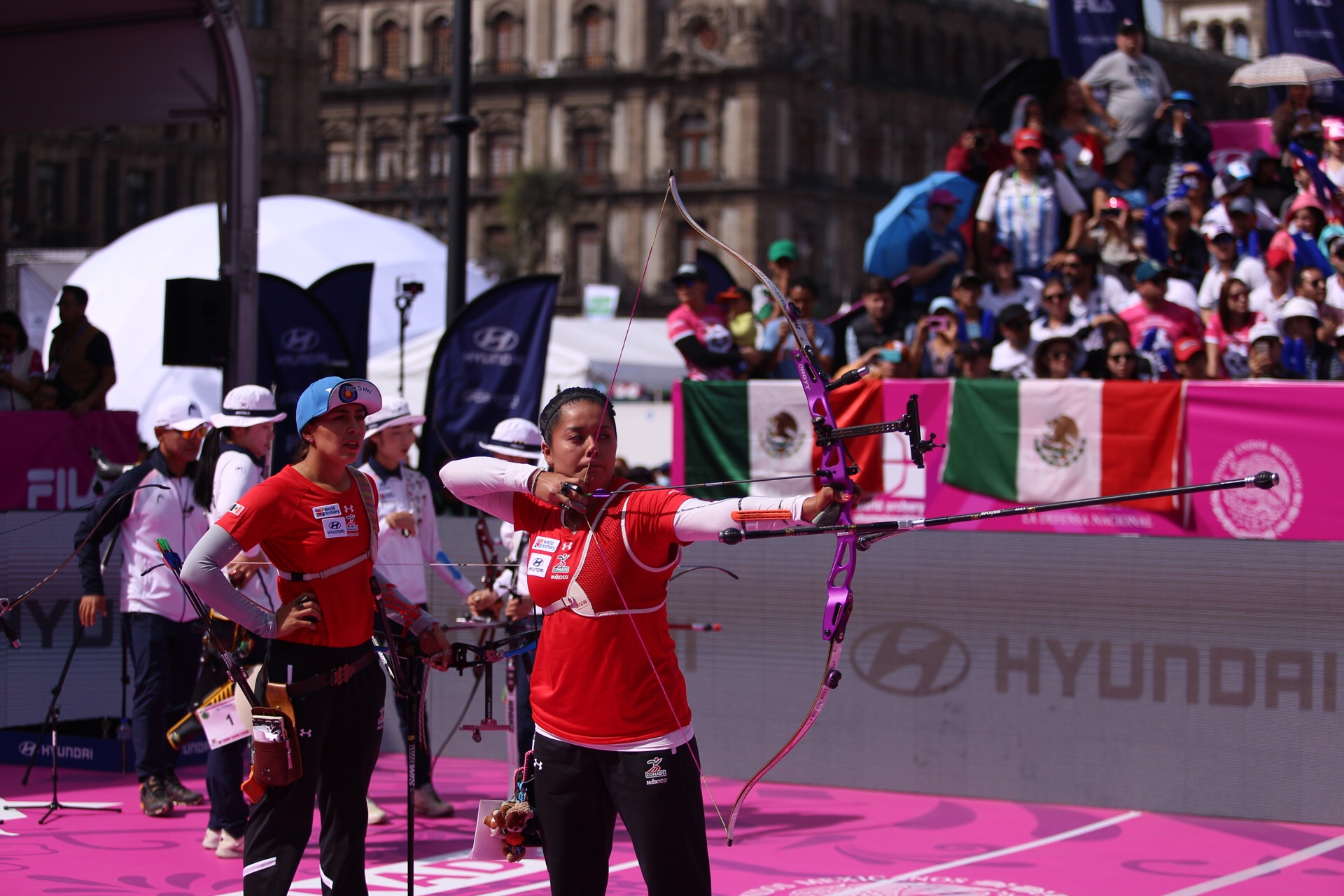
Mariana Avitia (al centro) ai Campionati mondiali di tiro con l'arco 2017

È tornata in nazionale nel 2017 e ha partecipato ai Campionati mondiali di tiro con l'arco che si sono svolti in casa, a Città del Messico. Sebbene non sia andata oltre il terzo turno nell'individuale, lei e le compagne di squadra Aída Román e Alejandra Valencia hanno raggiunto la finale della competizione a squadre femminile dove hanno affrontato le campionesse in carica della Corea del Sud. Nonostante un buon inizio, le messicane si sono aggiudicate solo la medaglia d'argento non essendo riuscite a superare le sudcoreane, che hanno registrato il loro tredicesimo titolo nella gara a squadre.
È seguito un 2018 agrodolce per Avitia, poiché a marzo non è riuscita a superare la selezione per i Giochi centramericani e caraibici 2018 - entrando nella competizione solo come riserva della squadra messicana dietro Román, Valencia e Ana Paula Vázquez - prima di contribuire ad agosto a vincere l'argento nella gara a squadre femminile dei Campionati Panamericani di tiro con l'arco a Medellín.
Nel 2019 è stata nuovamente selezionata nella squadra nazionale, tuttavia la sua partecipazione ai Campionati mondiali è stata deludente poiché lei, Román e Valencia sono state eliminate dalla gara a squadre prima della fase dei quarti di finale, una sconfitta che ha messo fine alle possibilità del Messico di qualificarsi per la competizione a squadre femminile alle Olimpiadi di Tokyo del 2020. Due mesi più tardi, i Giochi panamericani l'hanno vista contribuire a un'altra medaglia d'argento a squadre femminile ottenendo la 134ª medaglia dei giochi per il Messico, un nuovo record nazionale.

## Vita privata
Mariana Avitia ha un figlio, Mateo, nato a settembre 2020.

## Palmarès
- Giochi olimpici

 Bronzo nell'individuale femminile a Londra 2012
- Campionati mondiali di tiro con l'arco

 Argento nella gara a squadre femminile a Città del Messico 2017
- Giochi panamericani

 Oro nella gara a squadre femminile a Guadalajara 2011
- Campionati panamericani

 Oro nella gara a squadre femminile a Guadalajara 2010
- Giochi centramericani e caraibici

 Argento nell'individuale femminile a Mayagüez 2010
 Argento nella gara a squadre femminile a Mayagüez 2010